# 40 Trips Around the Sun
40 Trips Around the Sun è un album di raccolta del gruppo musicale rock statunitense Toto, pubblicato il 9 febbraio 2018.

## Tracce
1. Alone
2. Spanish Sea
3. I'll Supply the Love
4. I'll Be Over You
5. Stranger in Town
6. 99
7. Struck by Lightning
8. Pamela
9. Afraid of Love
10. I Won't Hold You Back
11. Jake to the Bone
12. Stop Loving You
13. Lea
14. Hold the Line
15. Georgy Porgy
16. Rosanna
17. Africa

18. Make believe 